# Eurycantha immunis
Eurycantha immunis är en insektsart som beskrevs av Ludwig Redtenbacher 1908. Eurycantha immunis ingår i släktet Eurycantha och familjen Phasmatidae. Inga underarter finns listade i Catalogue of Life.